# قضیه اف‌دبلیوال

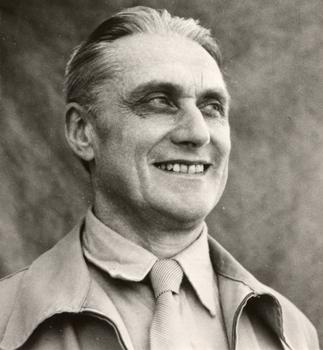
عکس یکی از اقتصادانان به اسمWaughRagnar

قضیه FWL از کنار هم قرار دان حرف اول نامهای سه اقتصاددان به نام‌های Frederick V. Waugh، Ragnar Frisch و Michael C. Lovell نامگذاری شده‌است.
این قضیه در ارتباط با یکی از خصوصیات مفید تخمین زدن حداقل مربعات معمولی (OLS) می‌باشد، که در اقتصادسنجی دارای کاربردهای فراوان می‌باشد.
برای ارائه این قضیه مدل رگرسیون زیر را در نظر بگیرید:
(۱) {\displaystyle Y=X\beta +u\!}
می توان ماتریس {\displaystyle X\!} را به دو ماتریس {\displaystyle X_{1}\!} و {\displaystyle X_{2}\!} تفکیک کرد که در حالت کلی با هم متعامد نمی‌باشند،
در این حالت رگرسیون (۱) را می‌توان به فرم زیر بازنویسی کرد:
(۲) {\displaystyle Y=X_{1}\beta _{1}+X_{2}\beta _{2}+u\!}
که در آن {\displaystyle X_{1}\!} و {\displaystyle X_{2}\!} به ترتیب ماتریس‌هایی از مرتبه {\displaystyle n\times k_{1}} و {\displaystyle n\times k_{2}} می‌باشند.
با ضرب ماتریس {\displaystyle M_{X_{1}}} در طرفین رگرسیون بالا ماتریس {\displaystyle X_{1}\!} حذف می‌شود چون:
{\displaystyle M_{X_{1}}=I-X_{1}(X_{1}'X_{1})^{-1}X_{1}'\!}
{\displaystyle M_{X_{1}}X_{1}=(I-X_{1}(X_{1}'X_{1})^{-1}X_{1}'\!)X_{1}=X_{1}-X_{1}(X_{1}'X_{1})^{-1}X_{1}'\!X_{1}=X_{1}-X_{1}=0}
آنگاه خواهیم داشت:
(۳) {\displaystyle M_{X_{1}}Y=M_{X_{1}}X_{2}\beta _{2}+M_{X_{1}}u\!}
این رگرسیون، رگرسیون FWL نامیده شده‌است.

## نتایجقضیه FWL
۱.	{\displaystyle \beta _{2}\!} تخمین زده شده در مدل (۳) با {\displaystyle \beta _{2}\!} تخمین زده شده برای مدل (۲) یکسان خواهد بود.
{\displaystyle {{\hat {\beta }}_{2}}=(X_{2}'M_{1}'M_{1}X_{2})^{-1}X_{2}'M_{1}'M_{1}Y=(X_{2}'M_{1}X_{2})^{-1}X_{2}'M_{1}Y\!}
۲.	پسماندها نیز در دو مدل (۳) و (۲)یکسان می‌باشند.
نتیجه گیری:
هرگاه در یک مدل اقتصادسنجی که شامل دو مجموعه متغیر توضیح دهنده مانند مدل (۲) باشد، که در آن ماتریس‌های {\displaystyle X_{1}\!} و {\displaystyle X_{2}\!} به گونه‌ای باشند که نسبت به هم متعامد باشند، حذف یکی از آن‌ها در مدل تأثیری بر تخمین ضریب دیگری نخواهد گذاشت.
بنابراین در حالت کلی اگر {\displaystyle X_{1}\!} و {\displaystyle X_{2}\!} نسبت به هم متعامد نباشند برای به دست آوردن یکی از ضرایب، می‌توان از قضیه FWL به شرح بالا استفاده کرد.